# Kenji Fukuda
Kenji Fukuda (福田 健二?, Fukuda Kenji; Niihama, 21 ottobre 1977) è un ex calciatore giapponese, di ruolo attaccante.